# إفراز بروتين أميلويد
الإفرازات مكونة من إنزيمات «تقطع» قطعًا من بروتين أطول مضمن في غشاء الخلية.

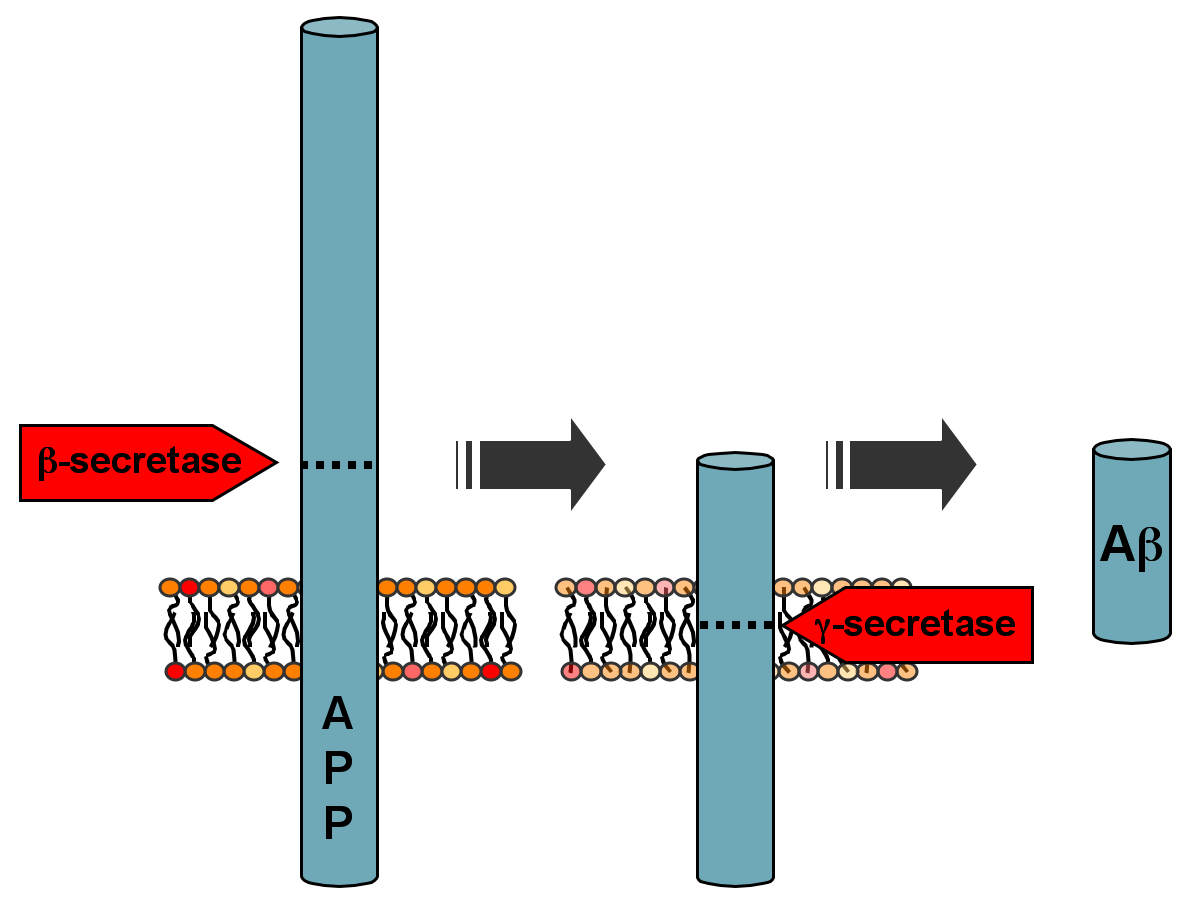
معالجة البروتين السلائف اميلويد

من بين الأدوار الأخرى التي توجد في الخلية، تعمل الإفرازات على بروتين طليعة الأميلويد (APP) لتقسيم البروتين إلى ثلاث أجزاء. انشقاق متتابعة كتبها β-secretase (BACE) وγ-secretase تنتج اميلويد β الببتيد شظية أن المجاميع إلى كتل تسمى «لويحات» في أدمغة من مرض الزهايمر المرضى. إذا كان α-secretase يعمل على APP أولاً بدلاً عن BACE ، فلن يتم تكوين amyloid-لأن α-secretase يتعرف على تسلسل بروتين مستهدف أقرب إلى سطح الخلية من BACE. يسمى الجزء الأوسط غير الممرض الذي يتكون من تسلسل انقسام α / P3.

## بناء
يختلف هيكل هذه الإفرازات الثلاثة على نطاق واسع.
- لم يتم تحديد جين α-secretase بشكل قاطع ولكن يعتقد أنه بروتين ميتالوبروتيناز.
- BACE هو بروتين عبر الغشاء مع مجال بروتياز حمض الأسبارتيك خارج الخلية.
- γ-secretase هو في الواقع بروتين معقد يحتوي على presenilin ، nicastrin ، APH-1 ، و PEN-2 . يُعتقد أن Presenilin يؤوي مجال البروتياز ويمثل مثالًا مهمًا لنوع غير شائع من البروتياز الذي يشق الأهداف داخل غشاء الخلية.

## وظيفة
إلى جانب مشاركتها في التسبب في مرض الزهايمر، تلعب هذه البروتينات أيضًا أدوارًا وظيفية أخرى في الخلية.
تلعب γ-secretase دورًا حاسمًا في إرسال الإشارات التنموية بواسطة مستقبل الغشاء Notch ، مما يحرر الذيل السيتوبلازمي للشق للانتقال إلى نواة الخلية ليكون بمثابة عامل نسخ.
على الرغم من أنه BACE يشق المجالات خارج الخلية للعديد من بروتينات الغشاء، فإن وظيفته الفسيولوجية تظل غير معروفة.

## روابط خارجية
- Secretase في المكتبة الوطنية الأمريكية للطب نظام فهرسة المواضيع الطبية (MeSH).